# Henri Guy
Henri Guy (* 5. Januar 1863 in Le Puy-en-Velay; † 1947 in Paris) war ein französischer Romanist und hoher Beamter der Unterrichtsverwaltung.

## Leben und Werk
Guy war Schüler von Ernest Mérimée. Er habilitierte sich 1897 mit den beiden Thèses Essai sur la vie et les oeuvres littéraires du trouvère Adan de Le Hale (Paris 1898, Genf 1970) und De fontibus Clementis Maroti poetae. Antiqui et medii aevi scriptores, Fuxi [Foix] 1898. Er war Gymnasiallehrer in Annecy, Rektor des Schul- und Hochschulbezirks [Académie] Grenoble und gehörte von 1922 bis 1933 der Académie Delphinale an. 1923 wurde er in die American Academy of Arts and Sciences gewählt.
Guy publizierte zahlreiche Kinderbücher (teilweise unter dem Pseudonym Yvan d’Urgel).

## Weitere Werke
- (Hrsg. mit Alfred Jeanroy) Chansons et dits artésiens du XIIIème, Bordeaux 1898, Genf 1976
- Jean Marot, Toulouse 1905
- Histoire de la poésie française au XVIe siècle, 2 Bde., Paris 1910–1926, 1968, Genf 1998
  - 1. L'école des rhétoriqueurs
  - 2. Clément Marot et son école
- Christianisme et société contemporaine. Etude suivie d'un conte philosophique [Un rêve étrange], Montpellier 1939